# إدوعلي (قبيلة)
إِدَوَعْلِي (وتُكتب أحيانًا: إيدَوَعلي أو إدَوَعْلِ )، وتعني “بنو علي” ويُطلق عليهم "العلويون"، هي قبيلة عربية من قبائل الزوايا في موريتانيا، تعود أصولها إلى السليمانيين العلويين، وقد قدمت إلى بلاد شنقيط من منطقة تبلبالة جنوب الجزائر خلال القرن الخامس الهجري. تنتشر القبيلة أساسًا في ولايات آدرار وتگانت والترارزة في موريتانيا، مع وجود لها في الجزائر ومالي والمغرب. وتُعرف القبيلة بحضورها العلمي والديني البارز في غرب وشمال إفريقيا.

## أصول القبيلة ونسبها
الأصول
تعود أصول قبيلة إدوعلي إلى السليمانيين الحسنيين، الذين حكموا غرب الجزائر خلال الفترة الممتدة من سنة 173هـ/789م إلى 342هـ/954م، قبل أن تسقط دولتهم على يد الفاطميين. وقد استقر السليمانيون في أحواز تلمسان وعين الحوت وتوات، ثم تفرّقوا بعد انهيار دولتهم في نواحي المغرب العربي.
ويُذكر أن بعضهم هاجر إلى منطقة تبلبالة (وهي منطقة واحة تاريخية تقع جنوب غرب الجزائر، على مشارف الصحراء الكبرى)، ومنها اتجهوا إلى مدينة آبير، التي كانت قائمة على مقربة من موقع شنقيط الحالي (تبعد حوالي 3 كيلومترات إلى الشمال الشرقي من مدينة شنقيط التاريخية، و516 كلم عن العاصمة نواكشوط).
وقد ورد ذكر الجدّ الجامع للقبيلة في كتاب زهرة الأخبار في تعريف أنساب آل بيت النبي المختار لمؤلفه أحمد المقري التلمساني، في سياق الحديث عن السليمانيين وفروعهم ومواطنهم، حيث جاء في الصفحتين 62–63:
«..مولاي علي بن يحيى بن محمد بن إبراهيم بن عيسى بن إدريس بن محمد بن سليمان بن عبد الله الكامل الحسني، وترك سبعة من الرجال منهم … ومنهم من فرّ إلى شنجيط من الصحراء وترك ذريته مولاي عبد الله بن أبي الحسن علي الشريف.»
النسب
ويعود نسب قبيلة إدوعلي إلى جدها الجامع: علي بن عبد الله (بلحمر) بن أبي الحسن علي بن أبي زكرياء يحيى بن محمد بن إبراهيم بن عيسى بن إدريس بن محمد بن سليمان بن عبد الله الكامل بن الحسن المثنى بن الحسن السبط بن علي بن أبي طالب.

## بناء مدينة شنقيط
بعد استقرارهم في مدينة آبير، التي كانت قائمة قرب موقع شنقيط الحالي، وقعت حادثة قُتل فيها أحد الأشخاص على يد يحيى العلوي، الجد الجامع لأغلب القبيلة، ما أدى إلى نفيه من المدينة بعد جدال حول قتله قصاصا ورفض بعض ذوي قرابته ذلك. غادر يحيى حتى بلغ أرضًا قاحلة كان يقطنها رجل صالح وهو الإمام محمد قلي – الذي يُعتبر جد قبيلة الأقلال – وكان قد شيّد فيها صومعة يتعبد فيها. ارتأى الرجلان بناء مدينة في ذلك الموضع ثم انضم إليهما رجلان أحدهما ابن عم ليحيى وهو أعمر يبني جد آمكاريج (وهو فرع من قبيلة إدوعلي).
تقاسم المؤسسون الأدوار، واستقر أبناؤهم في المدينة الجديدة، مشكلين نواةً اجتماعية واحدةً حتى انقسمت لاحقا إلى قبيلة الأقلال (أبناء محمد قلي) وقبيلة إدوعلي (أبناء يحيى العلوي وأبناء عمومته).
وقد ازدهرت المدينة لاحقًا وبرزت كمركز علمي وروحي، وسادت بين القبيلتين المؤسستين علاقة جوار ومصاهرة وخؤولات ووئام لقرون.

## الحرب والهجرة والتوسع
حدثت فتنة في مدينة شنقيط بين عامي 1630م و1640م تقريبا، ووقعت حرب بين إيدوعلي الكحل (أبناء أبيجه بن يحيى) وإدوعلي البيض (أبناء أحمد بن يحيى) كانت السبب في هجرة العديد من المدينة، خرج بعض العلويين إلى تكانت بقيادة الإمام محمد أحمد (وهو الجد الثاني للعلامة سيدي عبد الله بن الحاج إبراهيم العلوي صاحب مراقي السعود) وأسسوا مدينة تجكجة سنة 1660م .
وخرج بعضهم بقيادة القاضي عبد الله بن محمد بن حبيب المعروف ب"قاضي شنقيط" إلى الترارزة وجاوروا تشمشه في إگيدي وذلك زمن حرب شرببة التي وقعت بين عامي 1645م إلى 1675م بين المغافرة والزوايا في أرض الگبلة (الترارزة حاليا)، وشارك فيها منهم ثلاثون رجلا مات نصفهم في الحرب، ثم جاوروا إدابلحسن واستقروا في منطقة لعگل في الترارزة حاليا وأسسوا لاحقا قرى وحواضر يتبع أكثرها الآن لمقاطعة الركيز وبلدية برينة.

## الإسهام العلمي والروحي والحضاري
تُعدّ قبيلة إدوعلي من قبائل الزوايا البارزة في موريتانيا، وقد عُرفت باهتمامها بالعلم الشرعي، وحفظ القرآن، والشعر العربي، حيث برز منها عدد من العلماء والأدباء الذين كان لهم أثر في الحياة الثقافية والدينية في البلاد. وأسسوا محاظر للعلوم الشرعية تخرج منها بعض أعلام البلاد، وبعضها ما زال قائما حتى الآن كمحظرة النباغية التي يدرس فيها الطلاب الأفارقة والأوروبيون والآسيويون القادمون من جميع أنحاء العالم، ويعدّ شيخ المحظرة الشيخ اباه ولد عبد الله.
وكان للقبيلة دور محوري في تأسيس مدن ومراكز علمية مثل شنقيط وتجكجه، إضافةً إلى عدد من الحواضر والقرى في ولاية الترارزة. حتى قال الشيخ محمد المامي بن البخاري ( 1792م - 1866م) في كتابه البادية متحدثا عن العلويين: «وليس في قطرنا غيرهم مدنيّون».
كما ارتبطت القبيلة ارتباطًا وثيقًا بالطريقة التيجانية، إذ يُنسب إلى أحد أعلامها، الشيخ محمد الحافظ العلوي، إدخال الطريقة إلى موريتانيا، وذلك بعد أن التقى بالشيخ أحمد التيجاني خلال رحلته للحج ومروره بمدينة فاس. وقد ساهمت القبيلة لاحقًا في نشر الطريقة التيجانية في غرب إفريقيا، فكان لها حضور بارز في الحياة الروحية للمنطقة.

## فروع القبيلة
يعدّ يحيى العلوي الجد الجامع لأغلب القبيلة فمنه يتفرع إدوعلي البيض من ابنه أحمد وإدوعلي الكحل من ابنه أبيجه، ويعود نسب بعض القبيلة إلى بعض أعمامه وأبناء عمومته كما يظهر في الصورة التالية:

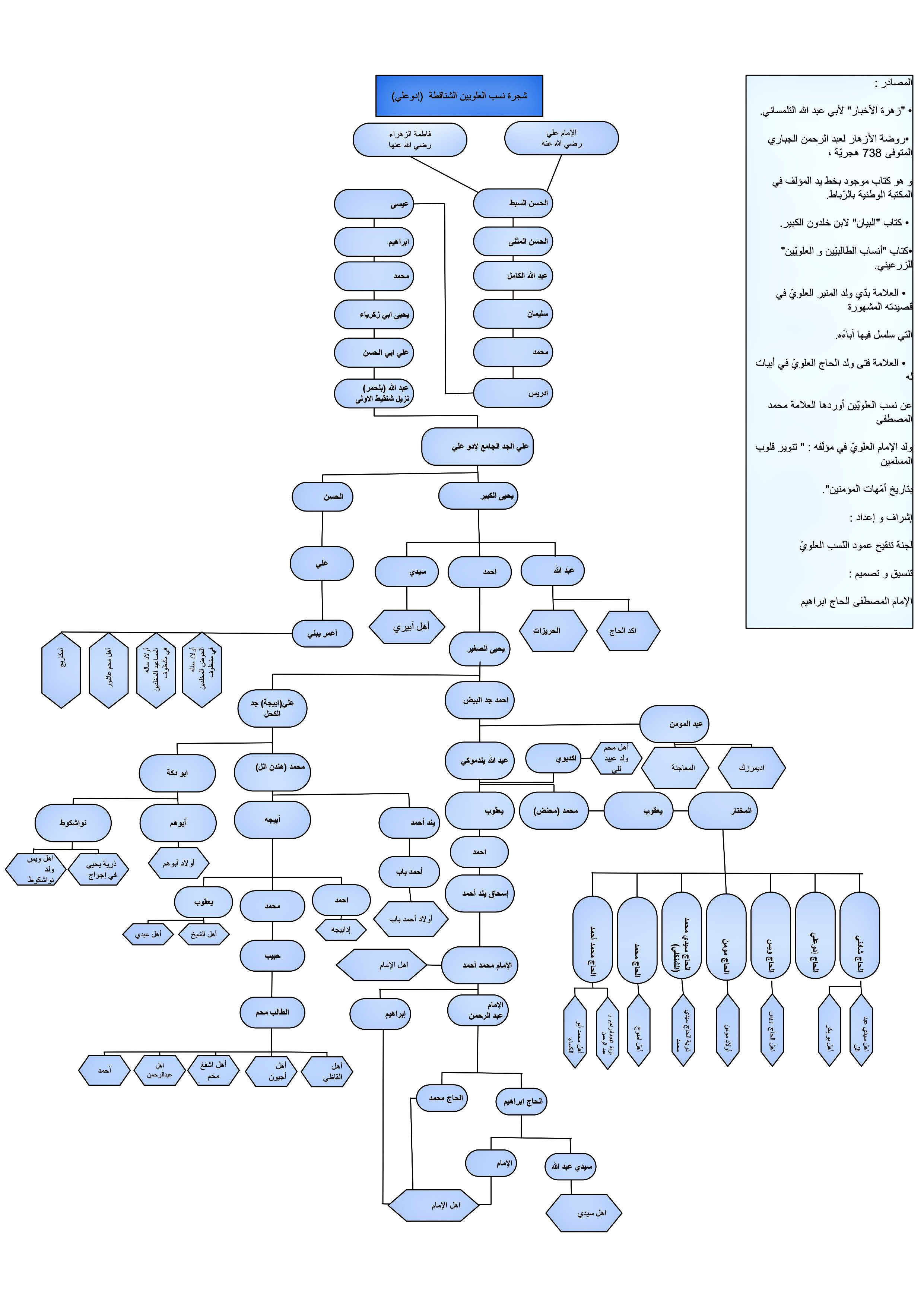
شجرة نسب العلويين الشناقطة

## بعض أعلامها ومشاهيرها
سيدي عبد الله بن الحاج إبراهيم العلوي (صاحب مراقي السعود )
الشيخ محمد الحافظ العلوي (أول من نشر الطريقة التيجانية في موريتانيا وغرب إفريقيا)
أحمد بن الأمين العلوي الشنقيطي (صاحب الوسيط في تراجم أدباء شنقيط)
التجاني بن بابا بن أحمد بيبه العلوي (صاحب نظم منية المريد في الطريقة التجانية )
حرمة ولد بابانا (سياسي موريتاني قاوم الاستعمار الفرنسي وكان أول نائب برلماني موريتاني في البرلمان الفرنسي 1946م-1956م)
محمد المختار ولد اباه (عالم وكاتب ومفكّر موريتاني ووزير في أول حكومة موريتانية)
محمد محمود ولد لولي (ثالث رئيس موريتاني)
الداه ولد عبد الجليل (وزير الداخليه حكم ولد الطايع يشغل سنة 2025 رئيس مجلس CINI  ) 
محمد باهي حرمة (صحافي وسياسي ومفكر مغربي)